# Горла-Міноре
Горла-Міноре, Ґорла-Міноре (італ. Gorla Minore) — муніципалітет в Італії, у регіоні Ломбардія, провінція Варезе.
Горла-Міноре розташована на відстані близько 510 км на північний захід від Рима, 30 км на північний захід від Мілана, 21 км на південь від Варезе.
Населення — 8555 осіб (2014).
Щорічний фестиваль відбувається 10 серпня. Покровитель — святий мученик Лаврентій.

## Демографія
Населення за роками:

Станом на 1 січня 2023 року в муніципалітеті офіційно проживало 488 іноземців з 54 країн, серед них 92 громадяни країн Євросоюзу та 18 громадян України.

## Сусідні муніципалітети
- Чизлаго
- Горла-Маджоре
- Марнате
- Моццате
- Ольджате-Олона
- Рескальдіна
- Сольб'яте-Олона